# Омофор
Омофо́р (др.-рус. амафоръ, амфоръ, амафорий, омофоръ, омфоръ, амθоръ, др.-греч. ὠμοφόριον от ὦμος — плечо и φόρος — несущий), нара́менник, нара́мник (от ст.-слав. рамо, двойственное число рамена — плечо, плечи) — принадлежность богослужебного облачения епископа.
Различают великий и малый омофор:
- Великий омофор — длинная широкая лента с изображениями крестов, огибая шею, спускается одним концом на грудь, другим — на спину.
- Малый омофор — широкая лента с изображениями крестов, спускается обоими концами на грудь, спереди сшита или закреплена пуговицами.

Омофор надевается поверх саккоса и символизирует овцу, заблудшую и принесённую добрым пастырем на плечах в дом (Лк. 15:4-7), то есть спасение Иисусом Христом человеческого рода. А облачённый в него епископ знаменует собой Доброго Пастыря, который взял заблудшую овцу на плечи и отнёс её к незаблудшим (то есть праведникам) в дом Отца Небесного. Также омофор знаменует благодатные дарования епископа как священнослужителя, поэтому без омофора, как и без епитрахили, епископ не может священнодействовать. Епископ совершает все богослужения в великом омофоре, кроме большей части литургии, совершаемой в малом омофоре. При выносе Евангелия на середину храма для чтения и на Великом входе диакон несёт омофор впереди торжественного шествия церковно- и священнослужителей.
В переносном смысле «быть под омофором» — означает находиться в чьей-либо церковной юрисдикции, на попечении или под покровительством.